# Читинский округ (1926—1930)
Чити́нский о́круг — административно-территориальная единица Дальневосточного края, существовавшая в 1926—1930 годах. Административный центр — город Чита.
4 января 1926 года с упразднением Дальневосточной области ликвидирована Забайкальская губерния и образован Дальневосточный край. В его составе образован Читинский округ, включивший территории бывших уездов — Читинского, Борзинского и Петровско-Заводского.
Первоначально округ был разделён на 14 районов: Акшинский, Александровско-Заводский, Борзинский, Быркинский, Карымский, Красноярский, Кыринский, Малетинский, Оловяннинский, Петровско-Заводский, Титовский, Улетовский, Хилокский и Шилкинский.
30 июля 1930 года Читинский округ был передан в состав новообразованного Восточно-Сибирского края, одновременно с этим, как и большинство остальных округов СССР, округ был упразднён. Его районы отошли в прямое подчинение Восточно-Сибирского края.
Население округа в 1926 году составляло 381,8 тыс. человек (без иностранцев, которых было 4,3 тыс.). Из них русские — 92,3 %; буряты — 2,1 %; украинцы — 2,0 %; евреи — 1,0 %.